# Pachygnatha africana
Pachygnatha africana là một loài nhện trong họ Tetragnathidae.
Loài này thuộc chi Pachygnatha. Pachygnatha africana được Embrik Strand miêu tả năm 1906.